# Обявяване на независимостта на България
Независимостта на България е провъзгласена на 22 септември (5 октомври нов стил) 1908 година във Търново. С този акт българската държава отхвърля политическата и финансовата си зависимост от Османската империя, наложена ѝ от големите европейски държави с Берлинския договор, а българският княз приема титлата „цар“.
Отхвърлянето на османското върховенство от България е последвано от анексирането на османските провинции Босна и Херцеговина от Австро-Унгария и предизвиква една от многобройните кризи в международните отношения в навечерието на Първата световна война. Независимото Царство България е признато от Великите сили през пролетта на 1909 година.

## Предистория
Берлинският договор от 1878 г. определя Княжество България като васално на Османската империя, което затормозява стопанското развитие на страната и ограничава нейните възможности в международните отношения. Мирните споразумения задължават българското княжество да се съобразява с режима на капитулациите, наложени от Великите сили на Османската империя, който налага преференциален внос на европейските промишлени стоки и обрича развитието на българското вътрешно производство. Затова след Съединението на Източна Румелия с Княжество България усилията на българския политически елит се насочват към обявяване на независимост.
Благоприятни условия за това настъпват през лятото на 1908 г. Тогава в Османската империя избухва Младотурската революция, вниманието на Великите сили е насочено към френско-германския спор за Мароко, Австро-Унгария се готви да анексира Босна и Херцеговина, а по железопътните линии Мустафа паша – Белово и Търново – Сеймен – Ямбол избухва стачка. Правителството на Александър Малинов използва момента и в началото на септември конфискува линиите, собственост на компанията на Източните железници. Това, както и инцидент от края на август, при който българският официален представител в Цариград – Иван Гешов – е демонстративно пренебрегнат от османските власти при честванията на рождения ден на султан Абдул Хамид II, води до влошаване на българо-османските отношения. Под натиск да върне конфискуваните жп линии, на 16 септември правителството на Малинов се отказва от опитите за предварително разбирателство със султана и решава да отхвърли едностранно сюзеренитета му, без да съгласува намеренията си с Великите сили – гаранти на Берлинския договор. В предходните седмици Русия се опитва да сдържа българските намерения, докато издейства съгласието на Австро-Унгария за ревизия на договора с отстъпки за себе си (отваряне на Проливите за руската флота). От своя страна, Австро-Унгария настоява за връщане на Източните железници, преди да отстъпи по въпроса за българската независимост.

## Обявяване на независимостта
В нощта срещу 22 септември министър-председателят посреща княз Фердинанд I на военния параход „Хан Крум“ край Русе. Оттам цялото българско правителство и князът поемат към Търново. Царският влак, в който пътуват държавниците, прави почивка по маршрута си на гара Две могили. Там Малинов написва манифеста за независимостта, под който се подписват Фердинанд и министрите.
Независимостта на България е обявена тържествено на 22 септември 1908 г. в църквата „Св. 40 мъченици“. Княз Фердинанд I приема титлата цар на българите. На следващия ден Австро-Унгария анексира Босна и Херцеговина.

## Признаване на независимостта
На заплахите с война от страна на Османската империя България отговаря с военна мобилизация и същевременно декларира готовност за мирно уреждане. Тъй като Берлинският договор е двойно нарушен (от София и от Виена), а Великите сили не са готови за мащабна война, усилията се насочват към дипломатическо признаване на българската независимост.
Българо-османските противоречия са уредени с помощта на Русия. През април 1909 г. са подписани българо-руски, руско-турски и българо-турски протокол. Според тези споразумения Русия опрощава османските задължения, останали от войната от 1877 – 1878 г., в замяна Османската империя се отказва от всякакви финансови претенции към доскорошното трибутарно княжество България, а българската страна се задължава да изплати 82 милиона франка на Русия в срок от 75 години. През същия месец империята признава независимостта на България, последвана и от Великите сили.
С провъзгласяването на независимостта на България се издига международният авторитет на страната и тя се превръща в равноправна на другите държави. Княз Фердинанд приема титлата „цар на България“.
Създадени са предпоставки за освобождаване на последните останали под османска власт български земи в Тракия и Македония.

## Съвременни оценки
Български академични изследователи на историята анализират и оценяват по своему акта от 22 септември 1908 г.
Проф. Андрей Пантев:
| „ | И все пак Независимостта има реални проекции като национално и държавно постижение. България вече можеше да сключва договори направо, премахнаха се всички финансови обременения върху нея, тя вече можеше да участва във всички междудържавни конференции на равна нога, национализирани бяха източните железници. И по този начин беше окончателно свален духовният фес от лицето и главите на всички българи. Независимост, разбира се, можеше да се прояви и преди това събитие и тук се срещаме с парадоксалния факт, че преди 1908 г. България като че ли беше по-самостоятелна и решителна в своите действия, отколкото по-късно, когато започна да участва в коалиции, в съюзнически комбинации и в различни договорености с европейските и балканските държави. В този смисъл можем да кажем, че Независимостта е празник, но той не е възпят нито в поема, нито в песен, нито в някаква друга възвишена форма на национално утвърждение. Тя обаче беше необходима стъпка по пътя на окончателното откъсване на държава като България от нейното минало на поробена страна. България е била в независимост от великите сили дотолкова, доколкото е могла да избира между зависимости. Не случайно казвам, че до 1908 г. тя е била по-самостоятелна в решенията си. От друга страна, имаме едно тягостно впечатление, че винаги, когато сме взели самостоятелни решения след 1908 г., обикновено сме грешали. | “ |

Академик Георги Марков:
| „ | Това е един забравен нов стар празник. На първата годишнина през 1909 г. той се чества много тържествено. В архива на цар Фердинанд, който внукът му Симеон Сакскобургготски дари преди две години на Централния държавен архив, има снимки от първата годишнина – с царя, със семейството му, с правителството. 22 септември се чества по българските легации и консулства в чужбина, издава се възпоменателен кръст, взима се решение да се състави Зелена книга на независимостта, която обаче не излиза по външнополитически съображения. След Първата световна война празникът е честван едновременно с възшествието на цар Борис III по нов стил на 5 октомври. Поради тази причина след 1944 г. празникът е обявен като царски и е забранен. И така до 1998 г., когато става официален. Сега се пада в понеделник, преди 100 години пак е било в първия ден от седмицата. Все още обаче не може да се схване от народа ни, че това не е обикновен почивен ден. Повечето българи не могат да разберат значението му. Знае се за 3 март и за 6 септември, но не се знае, че в продължение на 30 години България е била васално княжество на Османската империя и българският княз е васал на своя сюзерен – султан Абдул Хамид II. България не е била призната за международноправен субект, не е можела да изпраща свои делегации на конференции и конгреси, нямала е право да обмитява стоките от Великите сили, българският съд не е можел да осъди поданик на Велика сила, извършил убийство на наша територия, и т.н. Освен това в Южна България е съществувала компанията „Източните железници“, която формално е била собственост на Османската империя, но де факто е германско-австрийска и е управлявана от барон Хирш. В същото време през тези години страната ни е преживяла един огромен възход – стопански, политически и културен. Тя става европейска държава като съдържание и просто се е чакал сгодният момент да бъде призната за независима. Това е т.нар. Балканска криза от 1908 – 1909 г. | “ |

Проф. Никола Георгиев:
| „ | Обявяването на независимостта безспорно е събитие. Но още докато е ставало, е било ясно, че то е жалко събитие. Обяснението защо е така е дълго. И международното положение, и действията на Австро-Унгария, и прочее. Още тогава вътре в България има голямо противодействие срещу него. Княз Фердинанд става цар. Прозорливи хора са виждали, че това е началото на неговото единовластие, а още по-прозорливи хора са виждали, че това е началото на катастрофи за България. И тези две катастрофи настъпват. И царят, Фердинанд, позорно бяга от България. Тези неща са известни на интелигентни хора, и не само на тях. Те биха затруднили разумните държавници. Независимостта е дело на европейската дипломация, както обикновено става с България. Единственото действие в България, което е било неподкрепено от европейската дипломация и дори му е пречено, е Съединението през 1885 г. | “ |

Проф. Ивайло Дичев:
| „ | „Независимост“ е идеална категория, противопоставена на „зависимост“ – всички реални страни се намират някъде по средата. Най-независимата страна, САЩ, зависи за своята икономика от комунистически Китай, който изкупува външния ѝ дълг. Българската независимост има важни символични измерения, но какво реално се е случило? Ами прехвърлят се плащанията от Турция към Русия, България става зависима от Русия. Тъкмо в началото на века, преди въпросната независимост, е най-големият разцвет на българската икономика. Защо ли? Независимостта трае четири години, след което войни, катастрофа... В много по-тежка зависимост влиза България след 1919 г. със заемите, с репарациите. После идва Тристранният пакт, после Съветският съюз. Независими за кратко бяхме в началото на 90-те, предполагам, никой не иска да се върне към този период, който свърши с влизането в НАТО и ЕС. Аз лично бих предпочел да говорим за свободно избрана зависимост (и да се гордеем, когато успеем да я постигнем!). Обвързване, което си избрал в собствен интерес; другото е ритуалистика. Гордите понятия на ХIХ век днес почват да стават не просто неадекватни, но и опасни. Навлизаме в свят на все по-дълбоки взаимни обвързаности. | “ |

## Памет
На 22 септември е наречена улица в квартал „Гео Милев“ в София (Карта).